# جان شياب
جان شياب (بالفرنسية: Jean Chiappe) (بالفرنسية جان شياب): مسؤول وسياسي فرنسي.

## حياته
ولد جان باتيست باسكال أوجين شياب بتاريخ 3 أيار 1878 في مدينة أجاكسيو، ومات بتاريخ 27 تشرين الأول 1940 في البحر الأبيض المتوسط.
بعد دراسته للحقوق التحق بوزارة الداخلية الفرنسية. أصبح مديراً للأمن العام خلال الفترة بين 1924 و 1927.

## جان شياب مندوباً سامياً لفرنسا في سوريا ولبنان
عينه الجنرال بيتان مندوباً سامياً بتاريخ 25 تشرين الأول 1940. خلال سفره بالطائرة إلى لبنان أسقطت الطائرة عرضياً إما من قبل القوى الجوية الإيطالية أو من قبل سلاح الجو البريطاني، أثناء معركة جوية بين الطرفين. غرقت الطائرة بالقرب من جزيرة سردينيا. ومات كل من كان فيها : الطيار والطاقم وجان شياب ومدير مكتبه إضافة إلى المسافرين الاثنين اللذين كانوا معه.